# Pavonia latifolia
Pavonia latifolia là một loài thực vật có hoa trong họ Cẩm quỳ. Loài này được (Nees & Mart.) Spreng. mô tả khoa học đầu tiên năm 1826.